# 富岡惟中
富岡 惟中（とみおか これなか、1891年〈明治24年〉7月24日 - 没年不明）は、日本の工学博士、技師。染料界の権威である。

## 人物
東京府・富岡保の二男。医学博士・富岡有象の弟。1909年、東京府立第四中学校を卒業。1912年、第一高等学校を卒業。1915年、東京帝国大学工科大学応用化学科を卒業。東京瓦斯技師に就任。
1918年、臨時産業調査局技師兼農務局技師に転じ、1922年、欧米各国に留学を命ぜられる。1925年、商工技師に任じ、東北帝国大学工学部、東京工業大学及び東京工業試験所等に勤務する。
1930年、工学博士の学位を授与される。染料製造奨励に関する事務に従事する。1933年、官を辞し三菱鉱業に入り参事となる。また日本化成工業技師長をつとめる。学士会会員である。
宗教は真宗。趣味は音楽、旅行、庭園。住所は東京府荏原郡碑衾町大字碑文谷、東京市外洗足田園都市西谷北、東京市目黒区洗足町。

## 家族・親族
富岡家
- 妻・芳子（1912年 - ?、東京士族、板倉保の妹）[4][5]
- 男[4][5]
- 長女[4][5]

親戚
- 兄・富岡有象[2][8]（医学博士、医師、富岡皮膚泌尿科医院長）[2] - 1889年生まれ[6]。富岡保の長男[6]。1913年、東大医学部を卒業[6]。1932年、開業[6]。住所は芝区新橋[6]。